# Jan Baptist van Son
Jan Baptist van Son, ('s-Hertogenbosch, 8 juni 1804 – 's-Hertogenbosch, 6 november 1875), was een Nederlands jurist en politicus.
Van Son was advocaat en later Officier van Justitie in 's-Hertogenbosch. in 1840 werd hij buitengewoon lid Tweede Kamer der Staten-Generaal voor de provincie Noord-Brabant in 1844 werd hij voorlopig minister voor Zaken der Rooms-Katholieke Eredienst en in 1845 werd hij het voor vast. Van 1844 tot 1862 en van 1864 tot 1875 was hij lid Raad van State in buitengewone dienst. Hij had in 1847 een groot aandeel in het regeringsvoorstel tot afschaffing van het Recht van Placet (voorafgaande goedkeuring van bekendmaking van pauselijke besluiten). Dit voorstel werd overigens door de Tweede Kamer verworpen.
Hij wilde geen plaats nemen in het kabinet Schimelpenninck en trad in maart 1848 af als minister, nadat de koning buiten de ministers om de Tweede Kamervoorzitter had gevraagd de in de Tweede Kamer levende wensen voor Grondwetsherziening kenbaar te maken. Hij beval als opvolger aan mr. Leonard Anton Lightervelt (1795-1873), die later minister van Buitenlandse Zaken zou worden en als minister van R.K. Eredienst werd opgevolgd door mr. J. Mutsaers uit Tilburg.